# Larry (chat)
Pour les articles homonymes, voir Larry.
Larry, né en janvier 2007 à Londres (Royaume-Uni), est un chat domestique et fonctionnaire de l'État britannique, il est Souricier en chef du Cabinet depuis le 15 février 2011.

## Biographie

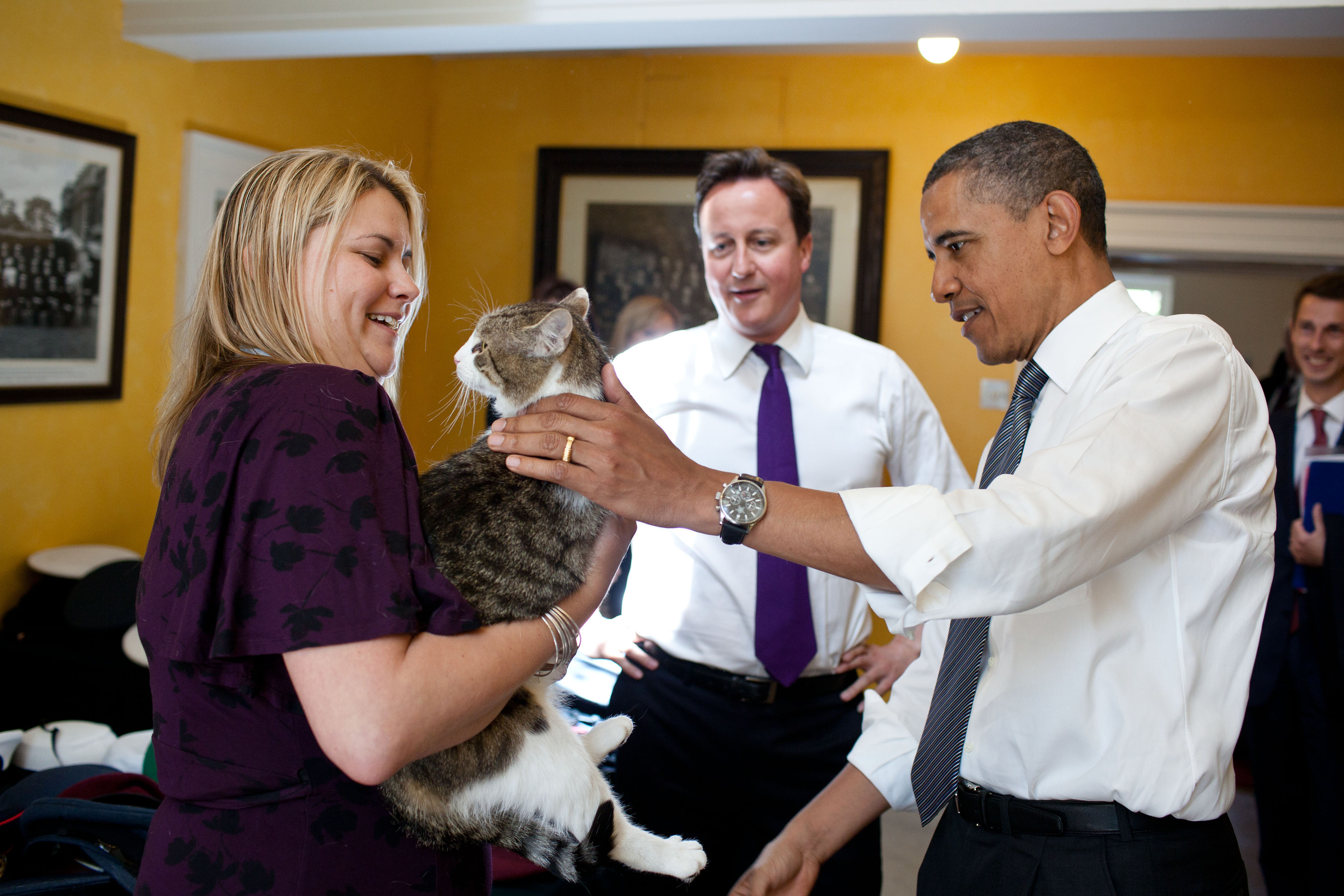
Le Premier ministre britannique, David Cameron, présentant Larry au président des États-Unis, Barack Obama, en 2011.

Larry est un chat bicolore, blanc et tabby, et âgé de quatre ans au moment de son arrivée en 2011,. Il est issu du Battersea Dogs & Cats Home (en), un des plus anciens refuges pour animaux abandonnés de Londres,, et fut choisi par l'équipe du « Downing Street staff ». Les médias avaient spéculé sur la possibilité d'arrivée d'un nouveau chat au 10 Downing Street après que des rats eurent été aperçus à deux reprises lors d'interviews par des correspondants de télévision intervenant en direct. Le chat doit aussi être un animal de compagnie pour les enfants de David et Samantha Cameron.
Il est annoncé à Downing Street comme ayant été d'un « bon rendement » et d'un « potentiel élevé en ce qui concerne la capture et doté de l'instinct de chasse ». 
Après le départ de David Cameron, le 12 juillet 2016, Larry est maintenu dans ses fonctions, comme l'annonce un porte-parole du gouvernement cité par The Guardian,. Le lendemain, lors de ses adieux au Parlement britannique, David Cameron a quelques mots pour Larry et montre aux députés une photo du félin sur ses genoux.
En octobre 2022, à la suite du départ de Liz Truss après un mandat de 6 semaines, il épuise son 4e Premier ministre. Il fête en février 2023 son 12e anniversaire de service et de devoir (« dutiful service ») au 10 Downing Street.

## Influence

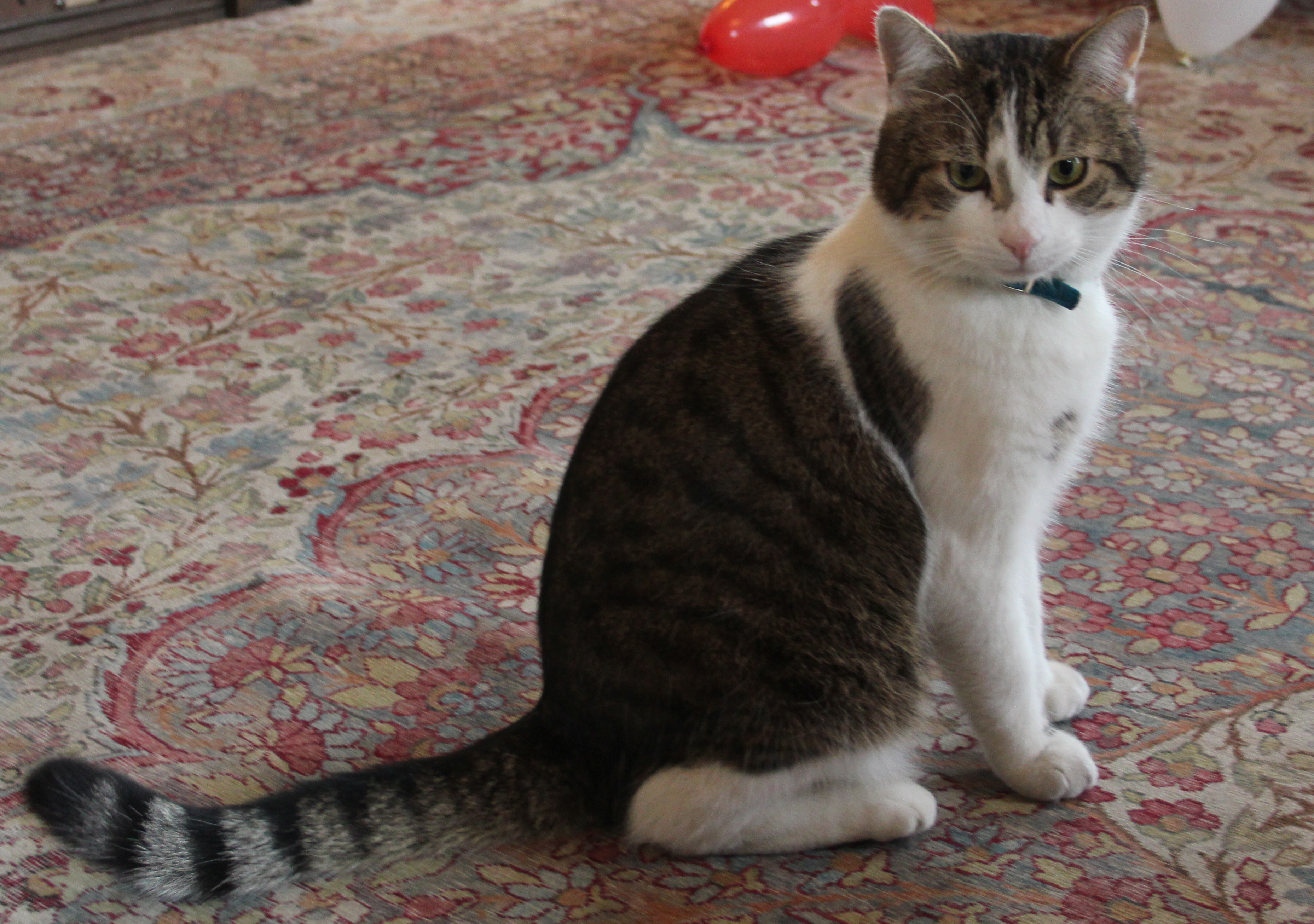
Larry en février 2012.

James Robinson, ancien journaliste au Guardian, lui donnant le nom de « Larry the Cat », a utilisé Larry comme personnage dans son roman Larry Diaries: Downing Street – the First 100 Days (« Le journal de Larry : Downing Street - Les 100 premiers jours »), publié en 2011,.
Le journal The Daily Telegraph a publié une galerie de photographies au terme des deux premières années d'activité du chat au 10 Downing Street.
En novembre 2018, il reste bloqué devant la porte dans le froid britannique. Sa situation symbolise alors celle du Royaume-Uni dans la tourmente du Brexit et devient un mème.

### Liens webs
- Constance Jamet, « À Downing Street, David Cameron engage un tueur… à quatre pattes », Peopolitique, sur lefigaro.fr, Le Figaro, 16 février 2011.
- (en) « Larry, Chief Mouser to the Cabinet Office » , History of 10 Downing Street, sur gov.uk, Gouvernement du Royaume-Uni.